# 滋賀醫科大學
滋贺医科大学（しがいかだいがく、Shiga University of Medical Science），位于滋贺县大津市濑田月轮町的日本国立大学，2022年3名醫學生性侵鄰校學生。

## 沿革
- 1974年 滋贺县守山市的临时校舍中开学
- 1976年 搬迁至大津市瀬田月轮町
- 1994年 设立医学部护理学科

## 学部・学科
- 医学部 
  - 医学科
  - 护理学科